# Jarchlino (przystanek kolejowy)
Jarchlino – zlikwidowany przystanek osobowy w Jarchlinie, w województwie zachodniopomorskim, w Polsce.